# 嘉泰
嘉泰（1201年—1204年）是南宋皇帝宋寧宗的第二个年号，共计4年。

## 改元
- 慶元六年——十二月二十一日，有詔明年改元嘉泰。[2][3][4]
- 嘉泰四年——十二月十一日，有詔明年改元開禧。[5][6][7]

## 紀年對照表
| 嘉泰 | 元年   | 二年   | 三年   | 四年   |
| ---- | ------ | ------ | ------ | ------ |
| 公元 | 1201年 | 1202年 | 1203年 | 1204年 |
| 干支 | 辛酉   | 壬戌   | 癸亥   | 甲子   |

## 大事记
- 嘉泰二年（1202年）：《慶元條法事類》由南宋謝深甫等編撰而成，是研究宋代法律制度的重要參考文獻，匯集收錄了當時的法令。

## 同期存在的其他政权年号
- 中國
  - 天禧（1178年－1211年）：西遼—遼末主耶律直魯古之年號
  - 泰和（1201年－1208年）：金朝—金章宗完顏璟之年號
  - 天慶（1194年－1206年）：西夏—夏桓宗李純祐之年號
  - 鳳曆（1200年－？）：大理—段智廉之年號
  - 元壽（？－1204年）：大理—段智廉之年號
- 越南
  - 天資嘉瑞（1186年－1202年）：李朝—李龍翰之年號
  - 天嘉寳祐（1202年－1204年）：李朝—李龍翰之年號
- 日本
  - 正治（1199年－1201年）:土御門天皇之年號
  - 建仁（1201年－1204年）：土御門天皇之年號
  - 元久（1204年－1206年）: 土御門天皇之年號

## 深入閱讀
- 李崇智. . 北京: 中華書局. 2004年12月. ISBN 7101025129.
- 鄧洪波.  (pdf). 臺北: 國立臺灣大學東亞經典與文化研究計劃. 2005年3月  [2021-11-21]. ISBN 9789860005189. （原始内容存档于2007-08-25）.

| 前一年號： 慶元 | 南宋年号 | 下一年號： 开禧 |